# Río Segundo (cidade)

Río Segundo é um município da província de Córdova, na Argentina.